# Closterium strigosum
Closterium strigosum  là một loài Song tinh tảo trong họ Desmidiaceae, thuộc chi Closterium.